# Sladké sny (Glee)
Sladké sny (v anglickém originále Sweet Dreams) je devatenáctá epizoda čtvrté série amerického hudebního televizního seriálu Glee a v celkovém pořadí osmdesátá pátá epizoda seriálu. Napsal ji Ross Maxwell, režírovala ji Elodie Keene a poprvé se vysílala ve Spojených státech dne 18. dubna 2013 na televizním kanálu Fox.
V této epizodě se opět objeví speciální hostující hvězda Idina Menzel, v roli Racheliny biologické matky, Shelby Corcoran.

## Příběh

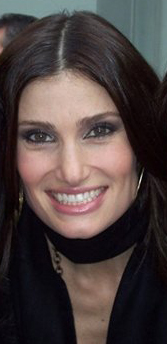
V epizodě se objevila Idina Menzel v roli Shelby

Vedoucí sboru Will Schuester (Matthew Morrison) oznámí, že letošním tématem regionálního kola soutěže sborů se staly „Sny“. Dozví se, že Roz Washington (NeNe Leakes) nahradila místo Sue Sylvester (Jane Lynch) jako trenérky roztleskávaček. Trenérka fotbalu Shannon Beiste (Dot-Marie Jones) povzbudí Willa, aby se usmířil s Finnem Hudsonem (Cory Monteith), který nyní navštěvuje Univerzitu v Limě s Noahem "Puckem" Puckermanem (Mark Salling), ale Finn Willovy omluvy odmítá.
V New Yorku se mezitím Rachel Berry (Lea Michele) připravuje na svůj konkurz na revival Funny Girl. Navštíví ji její biologická matka Shelby Corcoran (Idina Menzel) a poradí jí, aby na konkurzu nezpívala žádnou z muzikálových písní a místo toho zkusila něco nového. Poté spolu zpívají duet „Next to Me“. Finn a Puck se přidají k bratrstvu na univerzitě poté, co zachrání večírek, na kterém vypadl ozvučovací systém a zazpívají „(You Gotta) Fight for Your Right (To Party!)“.
New Directions nesouhlasí s Willovým seznamem písní pro regionální kolo a Marley Rose (Melissa Benoist) navrhuje, že by místo toho mohli zpívat původní písně, ale Will její návrhy ignoruje. Marley se později ve školní hale setkává s Blainem Andersonem (Darren Criss), Samem Evansem (Chord Overstreet) a Wadem "Unique" Adamsem (Alex Newell), kde společně zpívají „You Have More Friends Than You Know“, jednu z Marleyiných písní. Will je zaslechne a uvědomí si, že potřebuje svým studentům naslouchat.
Rachel volá Finnovi, aby se ho zeptala na návrh písně, kterou má zpívat na konkurzu a Finn jí poradí, aby zpívala píseň, která pro ní má velký význam. Rachel si na konkurz nakonec vybere skladbu „Don't Stop Believin'“ a věnuje jí svým přátelům, čímž zapůsobí na producenty. Mezitím Puck připomene Finnovi, že by se měl soustředit na svůj sen stát se učitelem a ne jen na večírky a Finn se setkává s Willem. Vzájemně se omluví a domluví se, že povedou New Directions do regionálního kola společně.
Rachel je pozvána na druhé kolo konkurzu na Funny Girl. Blaine začne být podezřívavý ohledně toho, že Becky Jackson (Lauren Potter) ví mnohem více ohledně propuštění Sue Sylvester, než to vypadá. Will se omlouvá New Directions za svou dřívější tvrdohlavost a požádá Marley, aby je naučila jednu ze svých vlastních písní. Will a New Directions poté v hale zpívají píseň „Outcast“.

## Seznam písní
- „Next to Me"
- „(You Gotta) Fight for Your Right (To Party!)"
- „You Have More Friends Than You Know"
- „Don't Stop Believin'"
- „Outcast"

## Obsazení
| Chris Colfer      | Kurt Hummel           |
| Darren Criss      | Blaine Anderson       |
| Jane Lynch        | Sue Sylvester         |
| Kevin McHale      | Artie Abrams          |
| Lea Michele       | Rachel Berry          |
| Cory Monteith     | Finn Hudson           |
| Heather Morris    | Brittany Pierce       |
| Matthew Morrison  | William Schuester     |
| Chord Overstreet  | Sam Evans             |
| Amber Riley       | Mercedes Jones        |
| Naya Rivera       | Santana Lopez         |
| Mark Salling      | Noah „Puck“ Puckerman |
| Harry Shum mladší | Mike Chang            |
| Jenna Ushkowitz   | Tina Cohen-Chang      |

## Natáčení
Tuto epizodu napsal Ross Maxwell a režírovala Elodie Keene, která již dříve režírovala pět epizod v první sérii.
Lea Michele zpívá „Don't Stop Believin'“, nejznámější a nejúspěšnější píseň ze seriálu, která poprvé zazněla v pilotní epizodě jako skladbu, kterou si vybrala pro konkurz na muzikál Funny Girl. Michele nahrála vokály pro píseň dne 19. března 2013, následující den měla taneční zkoušku s ostatními pěti herci a další den, tedy 21. března 2013, se natáčela celá scéna.
Speciální hostující hvězda Idina Menzel se do seriálu vrací jako Shelby Corcoran poprvé od třetí série, kdy vedla sbory Vocal Adrenaline a Troubletones. Dále se také poprvé ze třetí série vrací NeNe Leakes jako trenérka Roz Washington.
Mezi další vedlejší postavy, které se v epizodě objevily, patří trenérka fotbalu Shannon Beiste (Dot-Marie Jones), členové sboru Wade "Unique" Adams (Alex Newell), Marley Rose (Melissa Benoist), Jake Puckerman (Jacob Artist), Kitty Wilde (Becca Tobin) a Ryder Lynn (Blake Jenner) a roztleskávačka Becky Jackson (Lauren Potter).
Pět písní z epizody bylo vydáno jako singly, včetně předchozí zmiňované, „Don't Stop Believin'“. Další čtyři jsou „Next to Me“ od Emeli Sandé v podání Ley Michele a Idiny Menzel, „Fight for Your Right (To Party)“ od Beastie Boys v podání Marka Sallinga a Coryho Monteitha, píseň „You Have More Friends Than You Know“, kterou napsali Mervyn Warren a Jeff Marx a zpívali Darren Criss, Chord Overstreet, Alex Newell a Melissa Benoist a jako poslední původní píseň „Outcast“ v podání Melissy Benoist, Jacoba Artista, Alexe Newell, Blaka Jennera a Beccy Tobin. Píseň „You Have More Friends Than You Know“ byla napsána pro seriál, protože je součástí kampaně "It Gets Better", která si dává za cíl zabraňovat šikaně LGBT dospívajících, která může vést až k sebevraždám. Část ze zisku z digitálního prodeje písně půjde ve prospěch The Trevor Project.

## Sledovanost
Epizodu v den vysílání sledovalo 6,14 milionů amerických diváků a získala rating a podíl na trhu 2,1/6 v okruhu dospělých ve věku od osmnácti do čtyřiceti devíti let a stala se druhým nejsledovanějším pořadem ve svém vysílacím čase, skončila za opakovaným dílem seriálu Teorie velkého třesku. Sledovanost poklesla oproti předchozí epizodě s názvem Shooting Star, kterou sledovalo 6,67 milionů amerických diváků a získala rating a podíl 2,4/6.